# Gesnes

Gesnes este o comună în departamentul Mayenne, Franța. În 2009 avea o populație de 222 de locuitori.